# Ce qu'on dit au poète à propos de fleurs
 (juin 2023).
Ce qu'on dit au poète à propos de fleurs est un poème d'Arthur Rimbaud adressé à Théodore de Banville le 15 août 1871.
Signé du pseudonyme « Alcide Bava », le poème est constitué de quarante-huit quatrains d'octosyllabes. Il est considéré par Yves Bonnefoy, Steve Murphy et André Guyaux — trois des plus éminents spécialistes de Rimbaud — comme « l'un des plus beaux de notre langue ».

## Arthur Rimbaud et Théodore de Banville
Rimbaud avait déjà adressé une lettre, fin mai 1870, à celui qui passait pour être le chef de file du mouvement parnassien. Il y avait joint les poèmes « Credo in Unam » (dont une autre version est connue sous le titre « Soleil et chair ») « Ophélie » et « Par les beaux soirs d'été… » (dont une autre version est connue sous le titre « Sensation »), en confiant à son correspondant son désir de les voir édités dans la revue Le Parnasse contemporain. Si cet espoir fut déçu, il est possible que Banville ait répondu à la lettre, car dans sa lettre du 15 août 1871 accompagnant « Ce qu'on dit au poète... » Rimbaud écrivit : « Vous fûtes assez bon pour répondre ! » — mais il se peut qu'il s'agisse d'une remarque empreinte de l'ironie mordante caractérisant aussi bien cette lettre par ailleurs que le poème en question (ainsi la phrase qui suit commence par : « C'est le même imbécile qui vous envoie les vers ci-dessus »). Quoi qu'il en soit, cette lettre, si elle a existé, a été perdue. 
Même si « Ce qu'on dit au poète à propos de fleurs » passe pour une parodie voire une caricature grinçante de la poésie de Banville ainsi que de l'école parnassienne en général, ce dernier ne semble pas en avoir tenu rigueur à Rimbaud, puisqu'il hébergea un temps le jeune poète à son domicile parisien. Il finit toutefois par le congédier, en raison du comportement asocial du jeune homme (qui, dit-on, se promenait nu dans l'appartement après avoir jeté ses vêtements sur le toit de l'immeuble, aurait cassé des objets, vendu des meubles, etc.). Auparavant, selon Banville, Rimbaud lui aurait demandé s'il n'était pas « bientôt temps de supprimer l'alexandrin ». C'est ce que Rimbaud fera bientôt dans son œuvre poétique et, a fortiori, dans son œuvre en prose. 

## Contenu
Divisé en cinq parties, « Ce qu'on dit au Poète… » se présente comme une sorte de leçon sur la poésie, dans laquelle sont condamnés les poncifs floraux, jugés surannés mais pourtant encore utilisés par de nombreux poètes, qui du reste ne varient guère dans leurs choix de fleurs à chanter et sont ignorants de la botanique comme de la géographie (parties un à trois). La quatrième partie invite le poète à substituer la connaissance au faux exotisme et à concevoir une poésie scientifique, ou au contraire purement abstraite et absurde. La dernière partie, avant de se terminer sur un trait de dérision, indique que c'est bien au poète, et non à l'homme de science, que revient la tâche de construire cette nouvelle connaissance au « Siècle d'enfer » des « poteaux télégraphiques » (vers 149 et 150).
Le poème est donc une sorte de Lettre à un jeune poète avant la lettre, en plus subtil et en plus « farceur ». C'est une véritable leçon de poésie et Rimbaud s'adresse au poète hypothétique d'une manière très directe, en le tutoyant, et en lui donnant des ordres (« Dis », « Trouve », « Sers-nous », « Toi », etc.). Le poète doit se faire « chasseur », « jongleur ». Le programme proposé est radical : « Trouve des Fleurs qui soient des chaises » ou « des papillons électriques » (annonçant, à sa façon, le surréalisme et le cubisme). « Ce qu'on dit au poète... » est une attaque en règle contre la poésie livresque, scolaire, à tout jamais désacralisée. Yves Bonnefoy a longuement analysé ce poème dans Notre besoin de Rimbaud.

## Intertextes: pastiche ou parodie
Dès sa première publication en 1925, la critique remarque la parenté entre ce poème et les Odes funambulesques de Banville. Or, ces « Odes » étant présentées comme étant une parodie des Odes de Victor Hugo, le poème de Rimbaud serait alors « le pastiche d'un pastiche », suivant l'expression d'André Guyaux.
Ce pastiche ne viserait d'ailleurs pas seulement ce recueil, la forme du quatrain octosyllabique étant associée au recueil fondateur Émaux et camées (1852) de Théophile Gautier, forme que Banville pratiquait aussi depuis Les Cariatides (1842).
De manière plus explicite, l'œuvre de Lamartine est raillée : le premier vers du poème parodie l'incipit du Lac, tandis que le poète nouveau auquel s'adresse l'auteur de « Ce qu'on dit au poète... » est invité de façon peu équivoque à « incague[r] » (autrement dit, à déféquer dans) la mer de Sorrente, popularisée par le roman Graziella.
Reste qu'il est difficile, concernant les allusions aux poèmes de Banville, de percer l'intention réelle de Rimbaud. Steve Murphy écrit à ce propos : « Comme la critique rimbaldienne, Banville avait devant lui un choix herméneutique : s'agissait-il d'un hommage ou d'une virulente critique ? De manière générale, la critique s'est divisée en deux camps […] les tenants de l'hommage parlant généralement de pastiche, les tenants de l'assaut polémique préférant recourir au mot parodie. » Banville avait de toute façon d'une certaine manière résolu par avance ce problème, écrivant dans la préface à ses Odes funambulesques que « la parodie a toujours été un hommage rendu à la popularité et au génie ».

## Le nom d'Alcide Bava
Le pseudonyme utilisé par Rimbaud en guise de signature du poème contient vraisemblablement une référence à Hercule (dont Alcide est un autre nom). Selon Jacques Bienvenu, ce pseudonyme viendrait de la dernière strophe du poème que Baudelaire écrivit en hommage à Banville.